# Margaret Lockwood
Margaret Mary Lockwood Day (Karachi, 15 september 1916 - Kensington, Londen, 15 juli 1990) was een Engelse actrice. Ze werd voornamelijk bekend door haar verscheidene rollen in een reeks films van Gainsborough Pictures.

## Leven
Margaret Mary Lockwood Day werd geboren in Karachi, in het toenmalige Brits-Indië. Haar vader was een administratief medewerker van een spoorwegmaatschappij. Lockwood's familie keerde terug naar het Verenigd Koninkrijk toen zij nog een kind was. Ze begon op de Sydenham High School op 8-jarige leeftijd en kreeg daarna les aan een meisjesschool in Kensington, een centrale wijk van Londen. Ze begon met studeren met als einddoel op het podium terecht te komen, en maakte in 1928, op 12-jarige leeftijd, haar debuut in de Weston's Music Hall, alwaar zij een fee speelde in A Midsummer Night's Dream. In het jaar na daarna speelde ze in de pantomime The Babes in the Wood. In 1932, op 16-jarige leeftijd, speelde ze in Theatre Royal, Drury Lane. Daarna oefende Lockwood in de Royal Academy of Dramatic Art. Ze werd ontdekt door een scout en kreeg een contract aangeboden. In medio 1934 speelde ze in het Queen's Theatre het stuk Myrtle in House on Fire, en enkele maanden later speelde ze Margaret Hamilton in het toneelstuk Family Affairs tijdens de première, gevolgd door enkele andere toneelstukken.
Lockwood begon te acteren in 1934 en in 1935 verscheen ze in de verfilming van Lorna Doone. Drie jaar later speelde ze in haar uiteindelijk meest succesvolle film, The Lady Vanishes. In 1940 speelde ze Jenny Sunley, een egocentrische en lichtzinnige vrouw, in de verfilming van het boek The Stars Look Down. In begin jaren 40 veranderde Lockwood het beeld wat iedereen van haar had door verschillende booswichten te gaan spelen in films, in zowel de modernere als ouderwetse films. In deze periode werd ze de beste actrice van Britse films van dat moment genoemd. Haar grootste succes als actrice was de hoofdrol in het historisch drama The Wicked Lady. In de tijd van uitgave was de film erg omstreden, en bracht het Lockwood grote publiciteit. In 1946 ontving ze samen met James Mason bij de eerste uitreiking The National Film Awards,  voor hun acteerwerk gedurende de Tweede Wereldoorlog. 
Ze keerde terug naar het podium in een tour door Engeland met Private Lives van Noël Coward in 1949. Ook speelde ze Eliza Doolittle in Pygmalion, een toneelstuk van George Bernard Shaw, gevolgd door enkele andere toneelstukken. In 1981 ontving Lockwood de Orde van het Britse Rijk. 
Lockwood had enkele jaren een huwelijk met Rupert Leon, maar dat hield niet stand en ze scheidden. Ze leefde afgezonderd in Kingston upon Thames en overleed uiteindelijk op 73-jarige leeftijd in 1990 door levercirrose. Ze liet een dochter, Julia Lockwood (1941), na, eveneens actrice. 

## Selectie filmografie
- Lorna Doone (1934)
- The Case of Gabriel Perry (1935)
- Man of the Moment (1935)
- Honours Easy (1935)
- Someday (1935)
- Midshipman Easy (1935)
- Jury's Evidence (1936)
- The Amateur Gentleman (1936)
- The Beloved Vagabond (1936)
- Irish for Luck (1936)
- The Street Singer (1937)
- Who's Your Lady Friend? (1937)
- Melody and Romance (1937)
- Doctor Syn (1937)
- Owd Bob (1938)
- Bank Holiday (1938)
- The Lady Vanishes (1938)
- Susannah of the Mounties (1939)
- A Girl Must Live (1939)
- Rulers of the Sea (1939)
- The Stars Look Down (1939)
- Night Train to Munich (1940)
- Girl in the News (1940)
- Quiet Wedding (1941)
- Alibi (1942)
- Dear Octopus (1943)
- The Man in Grey (1943)
- Give Us the Moon (1944)
- Love Story  (1944)
- I'll Be Your Sweetheart (1945)
- A Place of One's Own (1945)
- The Wicked Lady (1945)
- Bedelia (1946)
- Jassy (1947)
- Hungry Hill (1947)
- The White Unicorn (1947)
- Pygmalion (1948)
- Look Before You Love (1948)
- Cardboard Cavalier (1949)
- Madness of the Heart (1949)
- Highly Dangerous (1950)
- Trent's Last Case (1952)
- Laughing Anne (1953)
- Trouble in the Glen (1954)
- Cast a Dark Shadow (1955)
- The Slipper and the Rose (1976)